# Korobeiniki
Korobeiniki (in russo Коробейники?, Korobéjniki), nota anche come Korobushka (in russo Коробушка?, Koróbuška), è una canzone popolare russa.
Fu scritta nel 1861, quando il poeta Nikolaj Nekrasov pubblica l'omonima lirica nella rivista letteraria Sovremennik. Ne viene tratto un brano musicale dal tipico tempo variato che, nella tradizione russa, alterna accelerazioni e rallentamenti.
Per il suo carattere ballabile e trascinante, nel Novecento Korobeiniki viene sfruttata e resa celebre in tutto il mondo, principalmente dal cinema. La si ritrova ne Il cacciatore di Cimino, dove accompagna una danza nella nota scena del matrimonio di Steven, in Snatch - Lo strappo di Ritchie, ne Il nemico alle porte di Annaud.
Nel videogioco Tetris, del russo Aleksej Pažitnov Korobeiniki è la canzone di uno dei temi (Music A) che accompagnavano la discesa dei tetramini nella console Game Boy. Si tratta del "pezzo caratteristico" che nelle varie versioni del gioco è rappresentato da un brano russo: di volta in volta Kalinka, la Danza della fata confetto, Korobuška.

## Storia
La canzone Korobeiniki è basata su una poesia dall'omonimo titolo del poeta russo Nikolaj Nekrasov, stampata per la prima volta sul Sovremennik nel 1861. Il suo ritmo crescente e lo stile di danza associato l'hanno resa velocemente un canto popolare assai famoso ed apprezzato.
I korobéjniki erano venditori ambulanti che andavano in giro con dei vassoi a vendere tessuti, libri ed altri oggetti prima della rivoluzione russa. Questa lunga poesia di Nekrasov racconta le vicende di un giovane mercante che una notte riesce a sedurre una contadina di nome Katja in un campo di segale. Le offre alcune delle sue merci in cambio di un bacio e, implicitamente, di favori sessuali. Lei rifiuta tutti i doni eccetto uno, un anello turchese, ritenendo che avere le sue merci senza avere anche lui sarebbe insopportabile. La mattina seguente, lui le chiede di sposarlo, una volta vendute le sue merci al mercato. Il testo della canzone finisce così; tuttavia il poema si conclude con il mercante derubato ed assassinato da una guardia forestale a cui aveva chiesto delle informazioni di ritorno dal suo proficuo giorno al mercato.

## Testo
| Russo | Traslitterazione | Italiano |
| --- | --- | --- |
| Ой, полным, полна коробушка есть и ситцы и парча. Пожалей, душа-зазнобушка, молодецкого плеча. Выди, выди в рожь высокую, там до ночки погожу. Как завижу черноокую все товары разложу. Цены сам платил немалые, не торгуйся, не скупись, подставляй-ка губки алые, ближе к милому садись. Вот и пала ночь туманная, ждёт удалый молодец. Чу, идёт!, пришла желанная, продаёт товар купец. Катя бережно торгуется, всё боится передать. Парень с девицей целуется, просит цены набавлять. Знает только ночь глубокая, как поладили они. Распрямись ты, рожь высокая, тайну свято сохрани. Ой, легка, легка коробушка, плеч не режет ремешок. А всего взяла зазнобушка бирюзовый перстенёк. | Oj, polnjim, polna korobuška jest' i sittsji i parča. Požaljej, duša-zaznobuška, molodjetskogo plječa. Vjidi, vjidi v rož' vjisokuju, tam do nočki pogožu. Kak zavižu čjernookuju vsje tovarji razložu. Tsjenji sam platil njemaljije, nje torgujsja, nje skupis', podstavljaj-ka gubki aljije, bližje k milomu sadis'. Vot i pala noč' tumannaja, ždjot udaljij molodjets. Ču, idjot!, prišla želannaja, prodajot tovar kupjets. Katja bjerježno torgujetsja, vsjo boitsja pjerjedat'. Paren' s devitsjej tsjelujetsja, prosit tsjenji nabavljat'. Znajet tol'ko noč' glubokaja, kak poladili oni. Rasprjamis' tji, rož' vjisokaja, tajnu svjato sohrani. Oj, legka, legka korobuška, plječ nje rježjet rjemješok. A vsjego vzjala zaznobuška birjuzovjij pjerstjenjok. | Oh, la mia cassetta è piena piena di chintz e broccati. Abbi compassione, dolcezza, delle mie spalle valenti. Uscirò, uscirò fra l'alta segale, e lì aspetterò fino a notte. Appena scorgerò la ragazza dagli occhi neri le esporrò tutti i miei beni. Ho pagato anche prezzi non modici, non essere avara, non mercanteggiare, posa qui le tue labbra vermiglie, siedi più vicino al tuo amato. Qui è già scesa una notte nebbiosa, un giovane audace aspetta. Ascolta, arriva!, viene l'amata, il mercante sta vendendo i suoi beni. Katja contratta con cautela, timorosa di pagare troppo. Il ragazzo bacia la ragazza chiedendole di alzare il prezzo. Sa soltanto la notte profonda in che modo si sono accordati. Risollevati, alta segale, e mantieni sacro il segreto. Oh, la mia cassetta è così leggera adesso, le bretelle non feriscono più le spalle. Nonostante la ragazza abbia preso soltanto un piccolo anello turchese. |

## Accoglienza
Il sito ufficiale di Tetris ha scritto che Korobeiniki era «già abbastanza memorabile sia come poesia, che come canto popolare», indipendentemente dal suo adattamento a tema di Tetris.